# 佐久大学信州短期大学部
佐久大学信州短期大学部（さくだいがくしんしゅうたんきだいがくぶ、英語: Saku University Shinshu Junior College）は、長野県佐久市岩村田2384に本部を置く日本の私立大学。1988年創立、1988年大学設置。大学の略称は信短（しんたん）。

## 概観

### 大学全体
- 長野県佐久市に所在する日本の私立短期大学で、設置主体は学校法人佐久学園[1]。
- 1988年に信州短期大学として開学[注 4]。一時期は複数の学科を擁していたが現在は再び1学科の単科短大になっている。1988年の開学から2012年までは「信州短期大学」という信州大学とよく似た名称であったが、互いに無関係である。

### 建学の精神（校訓・理念・学是）
- 佐久大学信州短期大学部の学是は、「教養に裏打ちされた専門教育」となっている。

### 学風および特色
- 佐久大学信州短期大学部には、中国やタイなどからの留学生がいることから、留学生交流会が行われている。

## 沿革
- 1987年
  - 12月23日 左記を以て文部省[注 5]より短期大学の設置が認可される[注 6]。
- 1988年
  - 4月1日 信州短期大学が以下の学科体制にて開学[注 7]。
    - 経営学科 入学定員100名[注 8]

  - 5月1日 学生数[10]/定員
    - 経営学科 165[注 9]/100
- 1989年
  - 5月1日 学生数[11]/定員
    - 経営学科 287[注 10]/200
- 1991年
  - 4月1日 経営学科の入学定員を100→200に増員[注 11]。
  - 5月1日 学生数[16]/定員
    - 経営学科 392[注 12]/300
- 1992年
  - 5月1日 学生数[注 13]/定員
    - 経営学科 552[注 14]/400
- 1999年
  - 5月1日 学生数[19]/定員
    - 経営学科 380[注 15]/400
- 2001年
  - 4月1日 経営学科を経営情報学科に改称[注 16]。
- 2002年
  - 4月1日 以下の学科を増設する[注 17]。
    - ライフマネジメント学科 入学定員70名
- 2004年
  - 1月 平成16年度大学入試センター試験参加短期大学の1校となる[注 18]。
- 2006年
  - 4月1日 ライフマネジメント学科を以下の通り専攻分離する[注 19]。
    - 健康・スポーツ専攻 入学定員20名
    - 介護福祉専攻 入学定員50名
- 2009年
  - 4月1日 以下の学科については、この年度で学生募集を最終とする[注 20]。
    - ライフマネジメント学科健康・スポーツ専攻[注釈 2]
- 2010年
  - 4月1日 以下、学科名の改称あり[注 21]。
    - ライフマネジメント学科介護福祉専攻→介護福祉学科
    - 経営情報学科→総合ビジネス学科に改称
- 2011年
  - 4月1日 以下の学科については、この年度で学生募集を最終とする[注 22]。
    - 総合ビジネス学科[注釈 2]
- 2012年
  - 4月1日 信州短期大学を佐久大学信州短期大学部に校名変更[注 23]。
- 2014年
  - 1月 平成26年度大学入試センター試験参加短期大学の1校となる[36]。
- 2015年
  - 1月 平成27年度大学入試センター試験参加短期大学の1校となる[37]。
- 2016年
  - 1月 平成28年度大学入試センター試験参加短期大学の1校となる[38]。
  - 4月1日 介護福祉学科を福祉学科に改称[注 24]。
- 2021年
  - 4月1日 福祉学科に以下の専攻課程を増設する[41]
    - 子ども福祉専攻 入学定員25名[注 25]

## 基礎データ

### 所在地
- 長野県佐久市岩村田2384

### 交通アクセス
- 北陸新幹線およびJR小海線佐久平駅。同駅より南へ徒歩で15分程度は歩くことになる。同駅からスクールバスも出ているので、大半の学生はこちらを利用しているものとみられる。ほか、自家用自動車を利用する学生もいる。

### 象徴
- ホームページを参照のこと。

## 組織

### 学科
- 福祉学科
  - 介護福祉専攻 入学定員25名[1]
  - 子ども福祉専攻 入学定員25名[1]

### 過去にあった学科
- 経営学科→経営情報学科→総合ビジネス学科 入学定員90名[注 26]
- ライフマネジメント学科 
  - 介護福祉専攻→福祉学科介護福祉専攻
  - 健康・スポーツ専攻 入学定員20名[注 27]

### 専攻科
- 経営情報専攻[注釈 1] 入学定員Ｘ名

#### 取得資格について
- 介護福祉士：福祉学科臨床ケアコースではこの資格を取得することが卒業の条件となっている。
- 保育士；子ども福祉専攻にて取得可能。

#### 研究
- 『信州短期大学紀要』[47]
- 『信州短期大学研究紀要』[48]
- 『佐久大学信州短期大学部紀要』[49]

## 学生生活

### 部活動・クラブ活動・サークル活動
- 佐久大学信州短期大学部のクラブ活動一覧（一部）
  - 体育系：バレーボール・バスケットボール・野球・テニス・フットサル・ダーツほか
  - 文化系：手話・華道ほか

### 学園祭
- 佐久大学信州短期大学部の学園祭は「信陽祭」と呼ばれ、毎年概ね10月に行われている。ゼミごとに模擬店の出店、卒業研究の展示発表、ステージライブやビンゴ大会などが催される。

### スポーツ
- バレーボール部が強く、男子の部では「全国私立短期大学体育大会」で優勝している。ほか、「長野県私立短期大学体育大会」でも好成績を収めている。
- ほか、バスケットボール・バドミントンなども活発で、「長野県私立短期大学体育大会」において好成績を収めている。

## 大学関係者と組織

### 大学関係者組織
- 佐久大学信州短期大学部の同窓会：「信陽会」

### 大学関係者一覧
- 宮尾綾香：卒業生、プロボクサー
- 松井由貴美：卒業生、モデル

## 施設

### キャンパス
- 図書館：所蔵数は約30,000冊
- レストラン：約350席
- 体育館
- 介護実習室
- 学生相談室ほか

### 寮
- 短大からアパートの斡旋がある。

### 系列校
- 佐久大学
- 佐久長聖高等学校

## 卒業後の進路について

### 編入学・進学実績
- 全学科含めて信州大学・共愛学園前橋国際大学・千葉商科大学・共立女子大学・和光大学・新潟経営大学・山梨学院大学・長野大学などがある。